# جنگلبان (فیلم)
جنگلبان فیلمی به کارگردانی منوچهر حقانی‌پرست و نویسندگی مازیار بازیاران، سیدعلی صالحی ساختهٔ سال ۱۳۶۶ است.

## خلاصه داستان
اوائل انقلاب عده ای سود جو برای بدست آوردن ثروت بیشتر دست به قطع درختان جنگل می‌زنند و رسول کمک جنگلبان منطقه را که سعی در دستگیری آنها دارد به شدت مضروب می‌کنند. گلکوه جنگلبان پیر که در مرحله بازنشستگی است برای کمک به اداره جنگلبانی می‌رود اما به علت استعفای دولت موقت و عدم حضور رئیس اداره جنگلبانی کمکی به وی داده نمی‌شود. گلکوه که نمی‌خواهد کسی در این جریان صدمه ببیند از کسی تقاضای کمک نمی‌کند، اما اهالی به حساسیت موضوع آگاهی دارند، عده ای را مأمور یاری دادن به جنگلبان پیر می‌کنند. گروه در شرایطی به جنگل می‌رسند که گلکوه در موقعیت دشواری قرار دارد. در این حال گلکوه از فرصت استفاده کرده و به تعقیب سارقین پرداخته و با ترفندهای خاص خود و با یاری اهالی، همگی را دستگیر می‌کند.

## بازیگران
- فیروز بهجت محمدی
- مصطفی طاری
- هادی مرزبان
- آزیتا لاچینی
- علی رامز
- سرور نجات‌الهی
- کیومرث ملک مطیعی
- حمید دلشکیب
- حسین شهاب
- عباس مختاری
- شاپور بخشایی
- عباسعلی سعادتمند
- نریمان شیری فرد
- ناصر رودکی
- منوچهر علیپور
- خسرو مساعدی